# Rocquencourt (Yvelines)
Rocquencourt foi uma antiga comuna francesa na região administrativa da Île-de-France, no departamento de Yvelines. A comuna possuia 3 215 habitantes segundo o censo de 2014.
Em 1 de janeiro de 2019, as comunas de Le Chesnay e Rocquencourt se fundiram para formar a nova comuna de Le Chesnay-Rocquencourt.